# Kelly Miller (basket-ball)
Pour les articles homonymes, voir Kelly Miller et Miller.
Kelly Miller, née le 6 septembre 1978 à Rochester, Minnesota, est une joueuse de basket-ball américaine naturalisée russe, évoluant au poste de meneuse.
Sa sœur jumelle, Coco Miller est également joueuse de basket-ball.

## Club

### États-Unis
- 2002 : Power de Birmingham (NWBL)
- 2001-2003 : Sting de Charlotte (WNBA)
- 2004-2005 : Fever de l'Indiana (WNBA)
- 2006-2008 : Mercury de Phoenix (WNBA)
- 2009 : Lynx du Minnesota (WNBA)
- 2010 : Dream d'Atlanta (WNBA)
- 2011 : Mystics de Washington (WNBA)
- 2012 : Liberty de New York (WNBA)

### Étranger
- 2002-2004 :  Fenerbahçe İstanbul
- 2004-2005 :  Woori Bank Hansae (WKBL)
- 2005-2006 :  Union sportive Valenciennes Olympic (LFB)
- 2006-2007 :  Basket Lattes Montpellier Agglomération (LFB)
- 2007-2010 :  Spartak région de Moscou
- 2012- :  Nadejda Orenbourg

## Palmarès
- Vainqueur de l'Euroligue 2008, 2009, 2010

## Distinctions individuelles
- Joueuse ayant le plus progressé (ex æquo) de la saison WNBA 2004[3]